# Wormaldia mediana
Wormaldia mediana är en nattsländeart som beskrevs av Mclachlan 1878. Wormaldia mediana ingår i släktet Wormaldia och familjen stengömmenattsländor.

## Underarter
Arten delas in i följande underarter:
- W. m. nielseni
- W. m. viganoi